# 채권보증회사
채권보증회사는 채권 발행자에게 부도가 났을 때 채권에 대한 원금과 이자의 지급을 보증해주는 기관이다.

## 종류
크게 모노라인과 멀티플라인으로 나뉜다.
- 모노라인 : 주로 자본시장에 중점을 둔다 (MBIA, 암박파이낸셜 그룹)
- 멀티플라인 : 부동산 등 각종 재산과 그에 대한 위험까지 보증한다